# Steve Beuerlein
Stephen Taylor Beuerlein, detto Steve (Hollywood, 7 marzo 1965), è un ex giocatore di football americano statunitense che ha giocato nel ruolo di quarterback nella National Football League (NFL). Fu scelto nel corso del quarto giro (110º assoluto) del Draft NFL 1987 dai Los Angeles Raiders. Al college giocò a football all'Università di Notre Dame.

## Carriera professionistica

### Los Angeles Raiders
Beuerlein fu scelto dai Los Angeles Raiders nel corso del quarto giro del Draft 1987 ma subì un infortunio nella pre-stagione che gli fece perdere tutta la sua annata da rookie. Fece il suo debutto da professionista nella prima gara della stagione successiva partendo come titolare per la squadra allenata dal nuovo coach Mike Shanahan, battendo i San Diego Chargers 24-13. Steve giocò bene nelle due gare successive perse dai Raiders in scontri equilibrati ma Shanahan preferì puntare su Jay Schroeder come titolare.
Nel 1989 Shanahan iniziò la stagione con Schroeder come titolare ma fu licenziato dopo quattro gare. Sotto la direzione del nuovo allenatore Art Shell, Beuerlein partì come titolare nelle ultime sei gare della stagione. Dopo la stagione 1990 lasciò la squadra per una disputa contrattuale.

### Dallas Cowboys
Beuerlein firmò coi Dallas Cowboys per fungere da riserva di Troy Aikman una settimana prima dell'inizio della stagione 1991. Dopo che Aikman si infortunò al ginocchio nella settimana 13, Steve disputò tutte le ultime quattro gare dell'anno come titolare vincendole tutte e consentendo alla squadra di raggiungere una wild card per i playoff. Nel primo turno, malgrado i miglioramenti del ginocchio di Aikman, l'allenatore Jimmy Johnson fece partire Beuerlein come titolare e questi guidò Dallas alla prima vittoria nei playoff dell'ultimo decennio.
Nel 1992 Aikman ebbe una grandissima annata guidando i Cowboys alla vittoria del Super Bowl XXVII e Beuerlein ebbe pochi minuti a disposizione in campo, ma riuscì comunque ad apparire in tutte le 16 gare della stagione regolare.

### Phoenix/Arizona Cardinals
Dopo le buone qualità messe in mostra con la maglia dei Cowboys, Beuerlein divenne un pregiato free agent nel 1993, finendo con l'accasarsi ai Phoenix Cardinals dove però disputò due stagioni avare di soddisfazioni anche a causa del cattivo rapporto con l'allenatore Buddy Ryan.

### Jacksonville Jaguars
Nel 1995 Beuerlein fu la prima scelta assoluta dell'Expansion Draft NFL 1995 da parte dei neonati Jacksonville Jaguars. Fu il primo quarterback titolare della storia della franchigia ma dopo due gare si infortunò al legamento mediale collaterale, venendo sostituito da Mark Brunell. A fine anno divenne nuovamente free agent.

### Carolina Panthers
Nel 1996 Beuerlein firmò coi Carolina Panthers, un'altra franchigia nata nell'anno precedente, dove inizialmente fu la riserva di Kerry Collins. Divenne stabilmente titolare nel 1998 e nel 1999 disputò una delle migliori annate della storia per un quarterback, guidando la lega con 4.436 yard passate (all'epoca l'undicesima prestazione di tutti i tempi) e venendo convocato per il primo e unico Pro Bowl in carriera. I suoi 36 touchdown furono il secondo risultato della lega dietro Kurt Warner e prima di quella stagione, solo Dan Marino e Brett Favre avevano lanciato più touchdown in una singola annata. La sua ultima annata coi Panthers fu quella del 2000 in cui disputò altre solide prestazioni terminando con oltre 3.700 yard passate.

### Denver Broncos
Nel 2001 Beuerlein firmò coi Denver Broncos per essere la riserva di Brian Griese, riuscendo comunque a disputare 3 gare come titolare in quell'annata. Si ritirò dopo la stagione 2003 all'età di 39 anni.

## Palmarès

### Franchigia
- Super Bowl : 1

Dallas Cowboys: Super Bowl XXVII
- National Football Conference Championship: 1

Dallas Cowboys: 1992

### Individuale
- Convocazioni al Pro Bowl: 1

1999

## Statistiche
| Anno   | Squadra              | P   | PT  | Passaggi | Passaggi | Passaggi | Passaggi | Passaggi | Passaggi | Passaggi | Corse | Corse | Corse |
| Anno   | Squadra              | P   | PT  | Rat      | Comp     | Ten      | %        | Yard     | TD       | INT      | Ten   | Yard  | TD    |
| ------ | -------------------- | --- | --- | -------- | -------- | -------- | -------- | -------- | -------- | -------- | ----- | ----- | ----- |
| 1987   | Los Angeles Raiders  | 0   | 0   | --       | --       | --       | --       | --       | --       | --       | --    | --    | --    |
| 1988   | Los Angeles Raiders  | 10  | 8   | 66.6     | 105      | 238      | 44.1     | 1,643    | 8        | 7        | 30    | 35    | 0     |
| 1989   | Los Angeles Raiders  | 10  | 7   | 78.4     | 108      | 217      | 49.8     | 1,677    | 13       | 9        | 16    | 39    | 0     |
| 1990   | Los Angeles Raiders  | 0   | 0   | --       | --       | --       | --       | --       | --       | --       | --    | --    | --    |
| 1991   | Dallas Cowboys       | 8   | 4   | 77.2     | 68       | 137      | 49.6     | 909      | 5        | 2        | 7     | -14   | 0     |
| 1992   | Dallas Cowboys       | 16  | 0   | 69.7     | 12       | 18       | 66.7     | 154      | 0        | 1        | 4     | -7    | 0     |
| 1993   | Phoenix Cardinals    | 16  | 14  | 82.5     | 258      | 418      | 61.7     | 3,164    | 18       | 17       | 22    | 45    | 0     |
| 1994   | Arizona Cardinals    | 9   | 7   | 61.6     | 130      | 255      | 51.0     | 1,545    | 5        | 9        | 22    | 39    | 1     |
| 1995   | Jacksonville Jaguars | 7   | 6   | 60.5     | 71       | 142      | 50.0     | 952      | 4        | 7        | 5     | 32    | 0     |
| 1996   | Carolina Panthers    | 8   | 4   | 93.5     | 69       | 123      | 56.1     | 879      | 8        | 2        | 12    | 17    | 0     |
| 1997   | Carolina Panthers    | 7   | 3   | 83.6     | 89       | 153      | 58.2     | 1,032    | 6        | 3        | 4     | 32    | 0     |
| 1998   | Carolina Panthers    | 12  | 12  | 88.2     | 216      | 343      | 63.0     | 2,613    | 17       | 12       | 22    | 26    | 0     |
| 1999   | Carolina Panthers    | 16  | 16  | 94.6     | 343      | 571      | 60.1     | 4,436    | 36       | 15       | 27    | 124   | 2     |
| 2000   | Carolina Panthers    | 16  | 16  | 79.7     | 324      | 533      | 60.8     | 3,730    | 19       | 18       | 44    | 106   | 1     |
| 2001   | Denver Broncos       | 0   | 0   | --       | --       | --       | --       | --       | --       | --       | --    | --    | --    |
| 2002   | Denver Broncos       | 8   | 3   | 82.7     | 68       | 117      | 58.1     | 925      | 6        | 5        | 5     | 9     | 1     |
| 2003   | Denver Broncos       | 4   | 2   | 49.0     | 33       | 63       | 52.4     | 389      | 2        | 5        | 5     | 13    | 0     |
| Totale | Totale               | 147 | 102 | 80.3     | 1,894    | 3,328    | 56.9     | 24,046   | 147      | 112      | 225   | 496   | 5     |